# Riu Avon de Bristol
El riu Avon és un riu situat al sud-oest d'Anglaterra. Pel fet que hi ha diversos Rius Avon a Gran Bretanya i altres llocs del món aquest també rep el nom de Lower Avon  o Bristol Avon. El mom "Avon" està relacionat amb la paraula en idioma gal·lès afon, "riu".
Aquest riu neix a Old Sodbury a 120 m d'alt, al comtat de Gloucestershire. Té una conca de 2.308 km² i un cabal mitjà de 21,98 m2/s. Desemboca al riu Severn a l'estuari que formen tots dos en arribar a la mar a Avonmouth, al comtat cerimonial de Bristol.

## Galeria

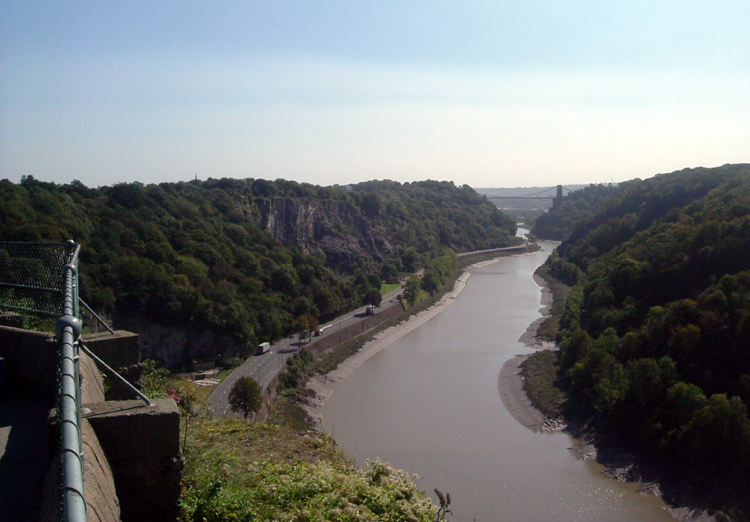
Riu Avon de Bristol i pont de Clifton
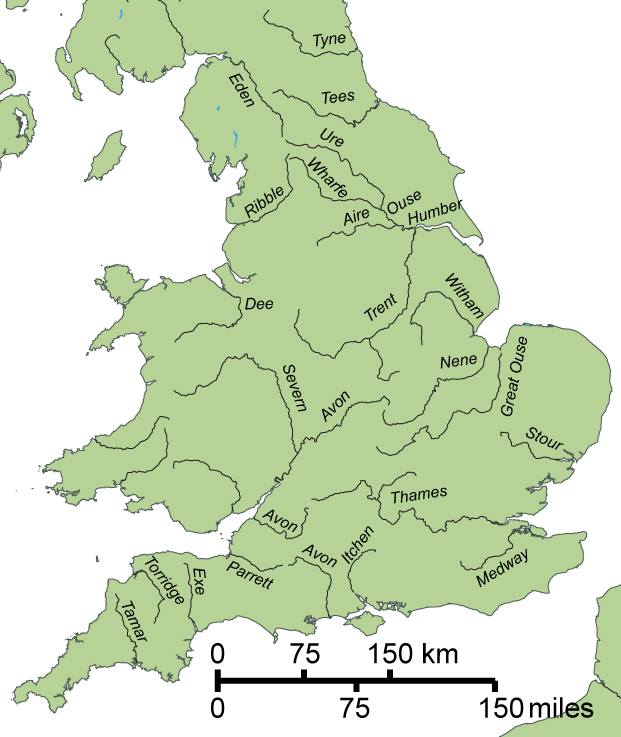
Mapa dels rius d'Anglaterra amb el Riu Avon de Bristol